# 호소카와 모리히로
호소카와 모리히로(일본어: 細川護煕, 1938년 1월 14일 ~ )는 일본의 정치인이자 구마모토번의 번주 가문이었던 히고 호소카와가(肥後細川家)의 제18대 당주로, 1993년 8월 9일부터 1994년 4월 28일까지 일본의 제79대 총리를 지냈다. 그의 외할아버지는 제2차 세계 대전 기간 동안 2번이나 총리를 지낸 고노에 후미마로이다.

## 생애
조치 대학 법학과를 졸업하고 1963년 4월 아사히 신문에 입사하여 기자로 활동하다가 1968년에 퇴사하였으며, 1969년 12월에 중의원 선거에 출마하였지만 낙선하였다. 2년 뒤인 1971년에 자민당 공천을 받고 참의원 선거에 출마하여 당선되어 정치활동을 시작하였고, 1977년 7월 참의원 선거에 자민당 후보로 출마하여 압승을 거둬 재선에 성공했다.
1983년 2월 구마모토현 지사로 취임하여 1991년까지 지냈고, 1992년 5월 22일에 일본신당을 결성함과 동시에 당 대표로 취임하였다. 1993년 8월에 치러진 중의원 총선거에서 집권 자유민주당이 과반수 의석을 얻는데 실패함에 따라 호소카와가 이끄는 일본신당을 비롯한 7개 야당들의 연립 정권 논의가 시작되었고, 호소카와가 총리 후보로 지명되어 중의원과 참의원에서 가결되었다. 이에 따라 1955년 이후 38년 만에 정권 교체를 실현시켜 비자민당 출신으로는 처음으로 총리가 되었다. 총리로 취임할 당시 전후 역대 총리로서는 처음으로 74%라는 높은 지지율을 얻기도 했다.
그는 과거사 문제와 관련하여 "태평양 전쟁은 침략 전쟁이며, 잘못된 전쟁이었다"라고 말하면서 일본의 과거 아시아 국가들에 대한 침략·전쟁 행위를 시인하는 등 사과와 반성을 표명하기도 하였을 뿐만 아니라, 1993년 11월 대한민국 경주를 방문하여 김영삼 대통령과 정상회담을 가졌을 당시 일본의 한반도 식민 통치를 지배한 것에 대해 "참기 힘든 고통을 끼쳤다. 우리의 행위를 깊이 반성하며 마음으로부터 사과드린다"라고 사과와 유감을 표명하기도 하였다.
그러나 이듬해인 1994년 4월 28일, 정치자금 문제로 인해 정치권이 들썩이자 돌연 총리직 사퇴를 선언하였으며, 이후 발생한 내분으로 인해 비자민 연립정권은 불과 10개월만인 1994년 6월에 붕괴되고 말았다. 5월 30일, 도쿄 니시 신주쿠 게이오 플라자 호텔에서 일본 신당 총회에 참석한 후 범인의 저격 위협을 받았으나 무사하였다. 범인은 노조에 마사가스로 침략전쟁 발언에 강한불만을 품고 있었다고 한다. 이후 그는 1998년 5월 7일에 환갑을 맞이하여 중의원을 사퇴함과 동시에 정계를 은퇴, 도예가로 활동하다가 2014년 1월 14일 도쿄 도지사 후보에 출마했으나, 마스조에 요이치 후보에게 패해 낙선했다. 2004년 여름에는 대한민국의 경상남도 산청군을 방문하여 도예가 민영기씨와 함께 도자기를 만든 바 있다.
그는 "한일 병합은 강제된 것"이라고 발언했으며, 일본 관광 홍보에도 참여했다.

## 가족 관계
- 증조부: 호소카와 모리히사(細川護久) - 히고 구마모토번 제12대 번주, 히고 호소카와가(肥後細川家) 제14대 당주(백작)
  - 조부: 호소카와 모리타쓰(細川護立) - 히고 호소카와가 제16대 당주(백작), 호소카와 분가 제2대 당주(자작)
    - 아버지: 호소카와 모리사다(細川護貞) - 히고 호소카와가 제17대 당주
    - 어머니: 호소카와 아쓰코(細川温子) - 고노에 후미마로(近衛文麿)의 딸
      - 부인: 호소카와 가요코(佳代子)
        - 장남: 모리미쓰(護光) - 도예가

      - 동생: 고노에 다다테루 - 고노에가 제32대 당주, 고노에 후미타카의 양자
      - 제수: 고노에 야스코
        - 조카: 고노에 다다히로

## 같이 보기
- 호소카와 내각